# Thalassarche melanophrys

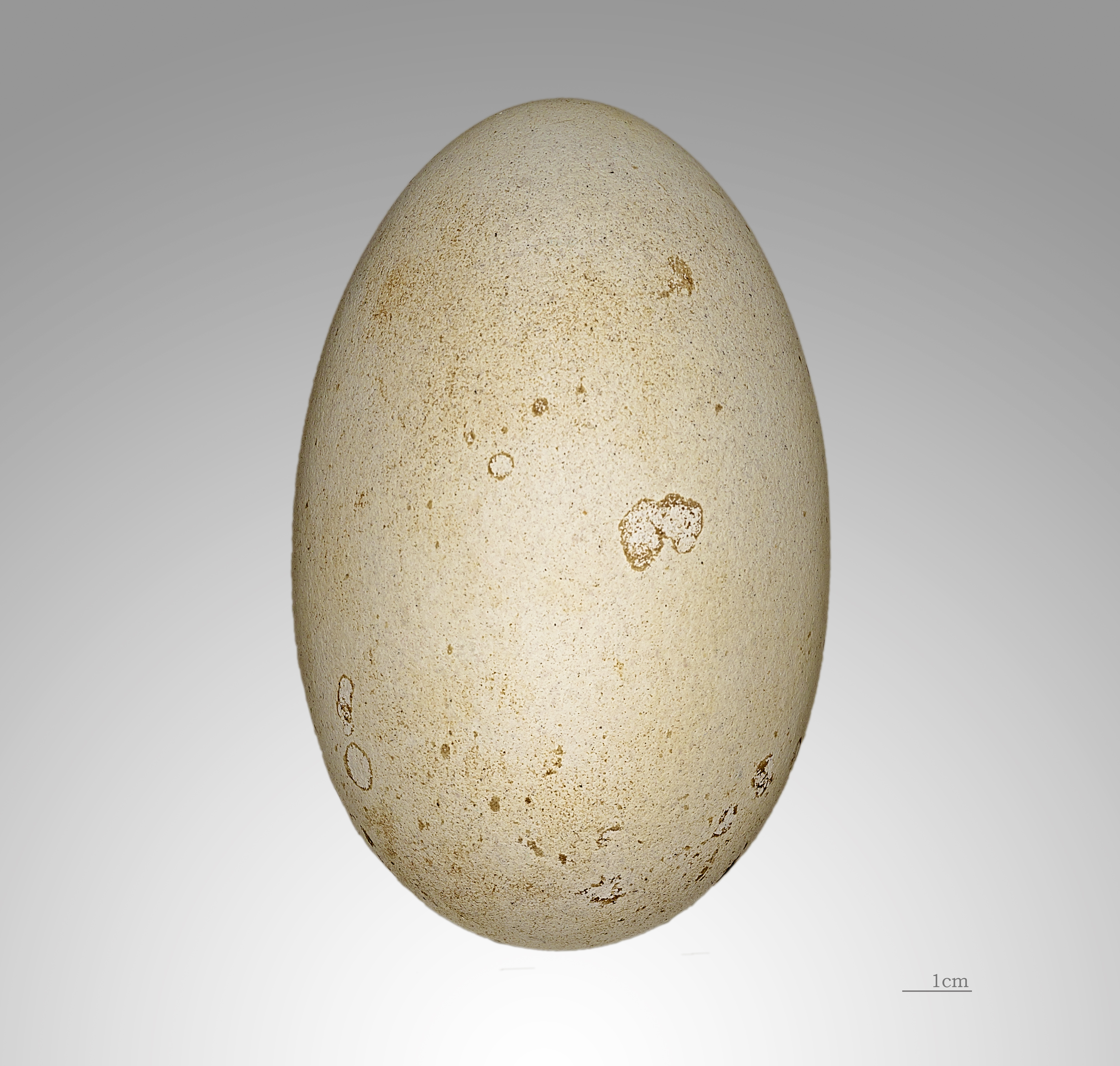
Huevos de Thalassarche melanophris

El albatros de ceja negra (Thalassarche melanophrys) es una especie de ave de la familia de los albatros.

## Taxonomía
El nombre científico de esta especie de albatros es Thalassarche melanophrys (Temminck, 1828), aunque ha sido clasificado anteriormente como Diomedea melanophrys. Recientes revisiones han reubicado esta especie en el género Thalassarche.

## Características biológicas
Los albatros de ceja negra, al igual que los demás albatros, presentan alas largas de gran envergadura, hasta 2,3 m, lo que les confiere una notable habilidad para el vuelo por planeo. Pueden recorrer grandes distancias y tienen la habilidad de pasar gran cantidad de tiempo en vuelo continuo sin posarse en tierra o agua. Sin embargo, también son buenas nadadoras y presentan una membrana que une sus dedos, lo que les facilita la propulsión en el agua, aunque no sean buceadoras como otras aves marinas. Se mueven escasamente en tierra. Pueden llegar a pesar hasta 3,8 kg y vivir hasta 50 años.

## Características etológicas
Su vida es pelágica, no costera, es decir se desarrolla mayormente en el mar, y se acercan a la tierra solo para reproducirse. Habitan aguas de zonas de climas ventosos, ya que este elemento les es indispensable para efectuar el vuelo y desplazarse. Nidifican siempre en islas, ubican sus nidos en cuestas escarpadas vegetadas por hierbas, a veces en los acantilados costeros, y también en las playas planas cerca de la orilla. 
La dieta de estas aves es carnívora, compuesta por diversos organismos marinos como calamares, crustáceos, medusas, pulpos y algunos peces. Hoy en día suelen alimentarse de los desechos de los buques pesqueros, lo que los pone en peligro de muerte al quedar atrapados en las redes o líneas de pesca o quedando expuestos para ser cazados fácilmente. Este es un problema muy grave que ha provocado un descenso poblacional notable, lo cual ha motivado la realización de convenios entre países para proteger esta especie, que ha sido clasificada como en peligro de extinción. 
Esta especie ha sido cazado comercialmente desde el siglo XIX para obtener plumas, que eran usadas con fines ornamentales y como relleno de almohadones y colchones. A su vez los buques balleneros, cuando recalaban en las islas, recolectaban gran cantidad de huevos.

## Distribución geográfica
Los albatros de ceja negra habitan la zona marítima desde el Trópico de Capricornio hasta la Antártida y nidifican en islas oceánicas en zonas circumpolares. Existen en este momento en el mundo 14 lugares de nidificación: las Islas Malvinas, las Georgias del Sur (ambos archipiélagos en litigio entre el Reino Unido y Argentina), isla de los Estados (Argentina); las Islas Diego Ramírez, Ildefonso, Diego de Almagro e Islote Evangelistas (Chile); las islas Crozet y Kerguelen (Territorios Australes Franceses); las islas Macquaire, Heard  y McDonald Australia), e islas Campbell, Antípodas y Snares (Nueva Zelanda).
Estas aves se registran en las colonias de reproducción entre los meses de septiembre y abril, realizan por lo tanto la nidificación en el verano austral. Hasta diciembre realizan la incubación de los huevos, que es llevada a cabo por ambos progenitores. Luego, hasta mayo los pichones aprenden a volar. Es la única especie de albatros que se reproduce anualmente, poniendo un huevo por año. 
La gran mayoría de las parejas (aproximadamente el 60 % de la población total mundial) se encuentran en las colonias de las islas Malvinas, 20 % en las islas Georgias y 20 % en Chile, en el resto de las islas existen pocas parejas, por ejemplo, en las islas Heard de Australia se registró un aumento de 200 a 600 parejas en los últimos 50 años. Sin embargo, la población en la mayoría de estas colonias se ha reducido drásticamente en las últimas décadas.